# イオン北見店
イオン北見店（イオンきたみてん）は、北海道北見市に所在するイオン北海道運営の総合スーパー（GMS）である。この項目では、併設しているシネマコンプレックスのイオンシネマ北見（イオンシネマきたみ）についても記載している。

## 沿革
- 2000年（平成12年）9月15日 - マイカル運営の「北見サティ」として開店[4]。シネマコンプレックス「ワーナー・マイカル・シネマズ北見」を併設[5]。
- 2002年（平成14年）- ポスフールへの店名変更に伴い、「ポスフール北見店」に改称[4]。
- 2010年（平成22年）9月15日 - 開店10周年を迎える。
- 2011年（平成23年）3月1日 - イオンへの店名変更に伴い、「イオン北見店」に改称[4][6]。
- 2013年（平成25年）
  - 3月15日 - 自転車専門店「イオンバイク」を当店の近接地に開店。イオン北海道が運営するイオンバイクの1号店となる[7]。
  - 7月1日 -「ワーナー・マイカル・シネマズ北見」が「イオンシネマ北見」に改称[8]。
- 2019年（令和元年）11月19日 - イオン北海道が北見市と「協働のまちづくり」に関係する包括連携協定を締結[9]。
- 2020年（令和2年）9月15日 - 開店20周年を迎える。

## フロアとテナント

### フロア概要
核店舗のイオン北見店、シネマコンプレックスのイオンシネマ北見と約70の専門店で構成される。
| 階    | フロア概要                                     |
| ----- | ---------------------------------------------- |
| 4/R階 | イオンシネマ北見・屋上駐車場                   |
| 3階   | 住まいと暮らし・専門店のフロア・駐車場         |
| 2階   | 衣料品・専門店のフロア                         |
| 1階   | 食料品・衣料品・住まいと暮らし・専門店のフロア |
| B1階  | 第2駐車場・ケーズデンキ北見店連絡地下通路      |

### テナント
出店テナント全店の一覧・詳細情報は公式サイト「ショップリスト・フロアマップ」を、営業時間は公式サイトを参照。

### イオンシネマ北見
「ワーナー・マイカル・シネマズ北見」として北見サティと同時に開業。2013年7月1日より現名称に改称。オホーツク圏唯一のシネマコンプレックスで、イオンシネマとしては全国最北端の劇場。
なお、当シネコン開業の影響により、北見中劇（北見中劇・ミリオン座）が2001年2月25日に閉館。きたみ東急百貨店（現「まちきた大通ビル」）内にあった「きたみ東急ホール109」はミニシアター「シアターボイス」に業態転換するも、2013年4月6日付で閉館を余儀なくされた。
| スクリーンNo. | 座席数 | 車椅子用スペース | 備考   |
| ------------- | ------ | ---------------- | ------ |
| 1             | 159    | 2                |        |
| 2             | 228    | 2                |        |
| 3             | 117    | 2                |        |
| 4             | 190    | 2                | 3D対応 |
| 5             | 105    | 2                | 3D対応 |
| 6             | 105    | 2                |        |
| 7             | 396    | 2                | 3D対応 |

## アクセス
北海道道7号（とん田通）、夕陽ヶ丘通沿いに位置している。

### バス
- 北海道北見バス「イオン北見店」バス停下車

### 鉄道
- JR石北本線 - 北見駅から車で約10分、徒歩で約30分
- 西北見駅から徒歩で約42分

### 自動車
- 北見道路 - 北見北上ICより約10分、北見中央IC及び北見西ICより約12分

### 駐車場
当施設の駐車場は、1,585台利用可能である。
| 施設駐車場    | 駐車台数 | 駐車可能時間 | 備考                                 |
| ------------- | -------- | ------------ | ------------------------------------ |
| 1階平面駐車場 | 411      | 8:00 - 22:15 | 高さ制限2.2m                         |
| 第2駐車場A、B | 792      | 8:00 - 22:15 | 高さ制限2.2m                         |
| 3・4階駐車場  | 382      | 8:00 - 22:15 | 映画館利用者のみ24時迄、高さ制限2.2m |